# NGC 3771
NGC 3771 ist eine elliptische Galaxie vom Hubble-Typ E im Sternbild Becher am Südsternhimmel. Sie ist schätzungsweise 257 Millionen Lichtjahre von der Milchstraße entfernt.
Das Objekt wurde im Jahre 1886 von Francis Preserved Leavenworth entdeckt.